# Peugeot Sport

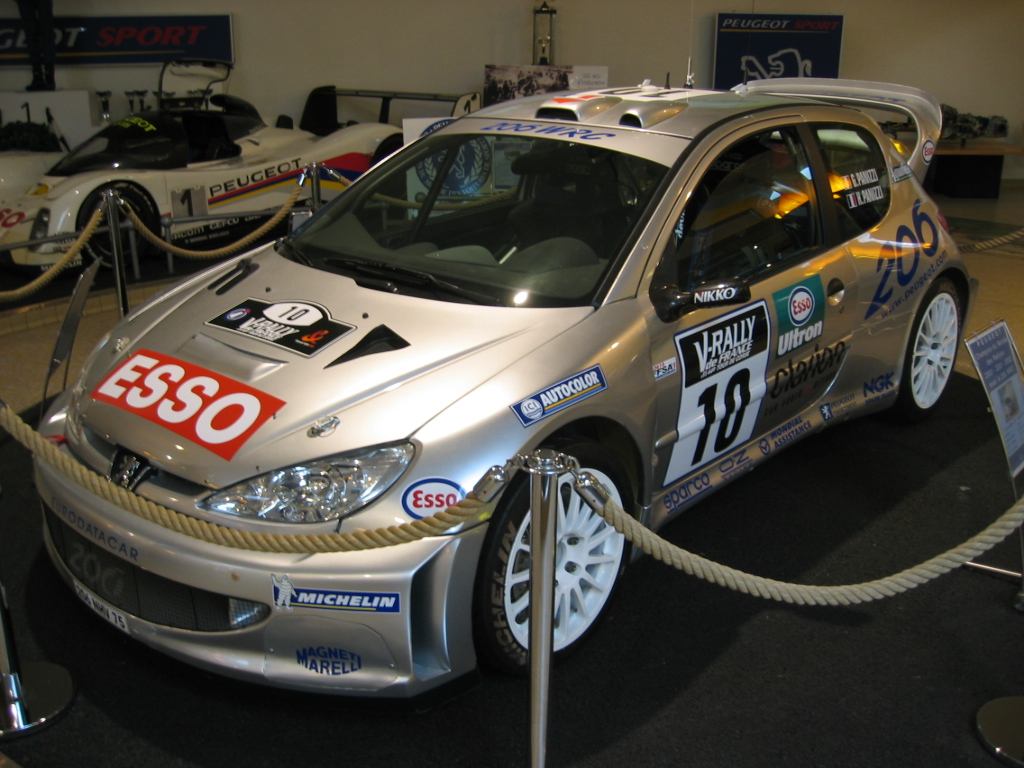
Peugeot 206 WRC

Peugeot Sport je tovární tým francouzské automobilky Peugeot. Tým se pravidelně účastní rallye a dříve startoval na dálkových Rallye Dakar. Tým se zabývá i starty na okruhových soutěžích.

## Rallye

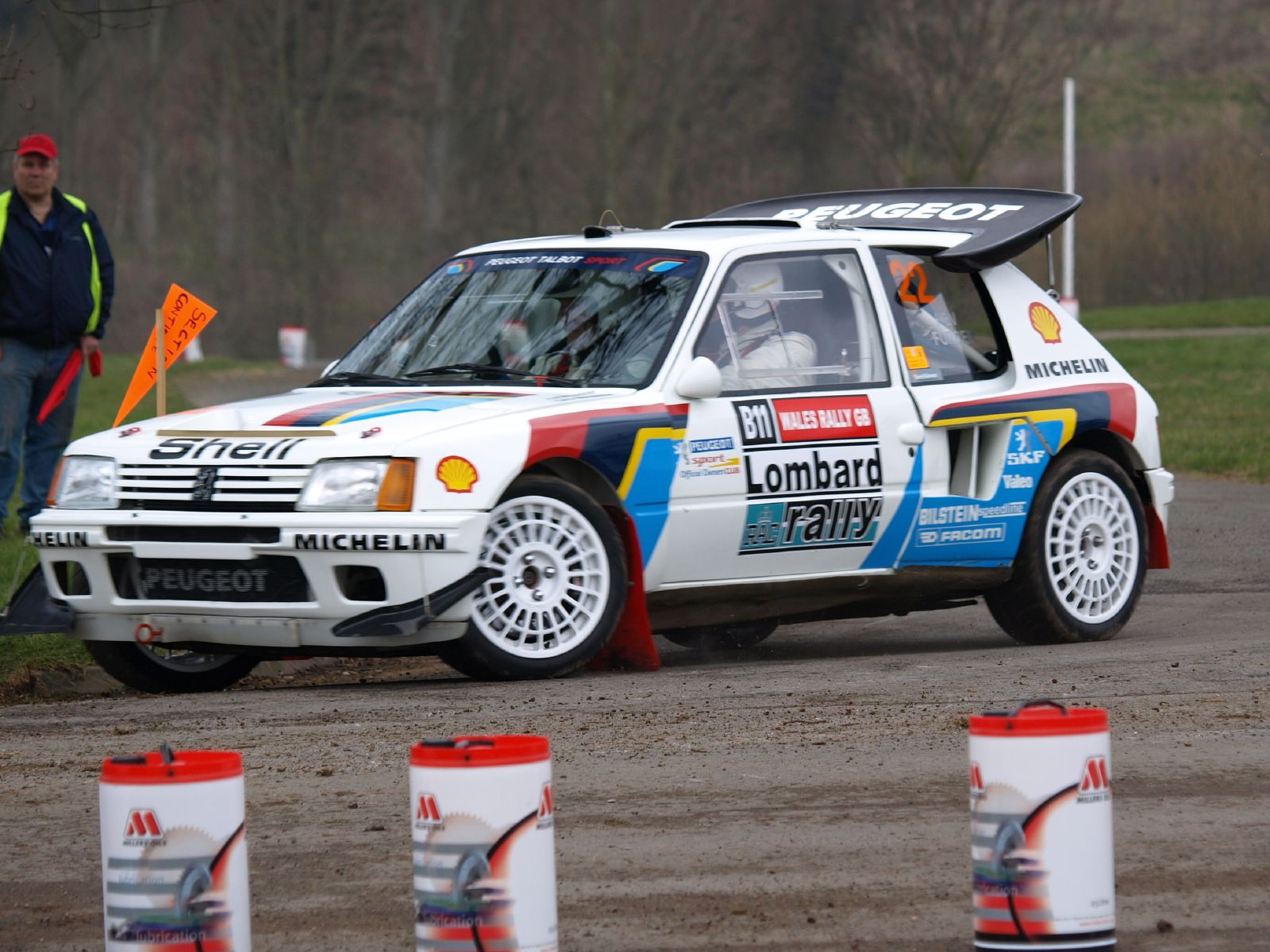
Typ 205 T16

Již dříve startovaly vozy Peugeot v rallye společně s vozy Talbot. S vozy Talbot Sunbeam Lotus tým dokonce vybojoval titul v sezoně Mistrovství světa v rallye 1981. Po spojení obou automobilek bylo rozhodnuto, že budou závodit v továrním týmu vozy Peugeot. Pro skupinu A byly upraveny vozy Peugeot 309 GTI a Peugeot 205 GTI. Největší úspěchy ale získal vůz Peugeot 205 Turbo 16, který byl upraven pro skupinu B. V letech 1985 a 1986 vyhrál oba tituly mistrovství světa. Po zrušení skupiny B se automobilka ze soutěží stáhla. Vozy 205 Turbo 16 byly upraveny a startovaly na Rallye Dakar. Tam zvítězily v letech 1987 a 1988. V roce 1988 byl představen nový typ Peugeot 405 Turbo 16, který vyhrál Rallye Dakar 1989. Šéfem týmu po celá osmdesátá léta byl Jean Todt.

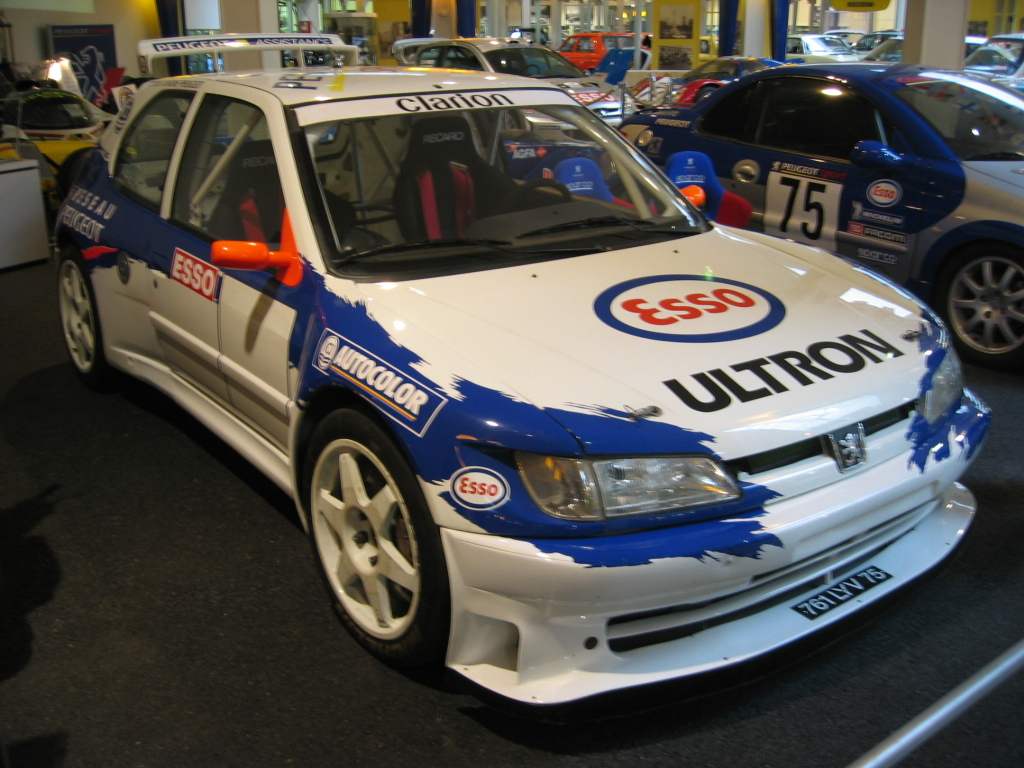
Peugeot 306 MAXI

Do klasických soutěží se tým vrátil až v sezoně mistrovství světa v rallye 1994. Následující mistrovství světa v roce 1995 vyhrál s vozem Peugeot 306 S16. V dalších sezonách na úspěch navázal Peugeot 306 MAXI. Továrními jezdci byla dvojice Gilles Panizzi a Francois Delecour. V nižší kategorii tým nasazoval později vůz Peugeot 106 MAXI. Od roku 1997 plánoval tým stavbu speciálu WRC. Typ 206 byl ale kratší a tak automobilka musela vyrábět sportovní typ 206 GT s většími nárazníky. Prvním startem byla Korsická rallye 1999. Vůz vedl ale musel odstoupit kvůli technickým problémům. Stejný problém se opakoval i na Rallye San remo 1999. V sezoně mistrovství světa v rallye 2000 ale do týmu nastoupil Marcus Grönholm a tým díky němu získal oba tituly. Titul mezi značkami tým obhájil i v mistrovství světa v rallye 2001. Oba dva tituly díky Grönholmovi tým nasbíral až v sezoně mistrovství světa v rallye 2002. V sezoně mistrovství světa v roce 2003 změnily vozy barvu na červenou společnosti Marlboro. Tým ale neobhájil ani jeden titul, navíc Richard Burns před poslední soutěží skolaboval. Od sezony mistrovství světa v rallye 2004 tým nasazoval nový vůz Peugeot 307 CC WRC. Ten ale na úspěchy typu 206 nenavázal. Po ndvou sezonách se automobilka stáhla ze soutěží.

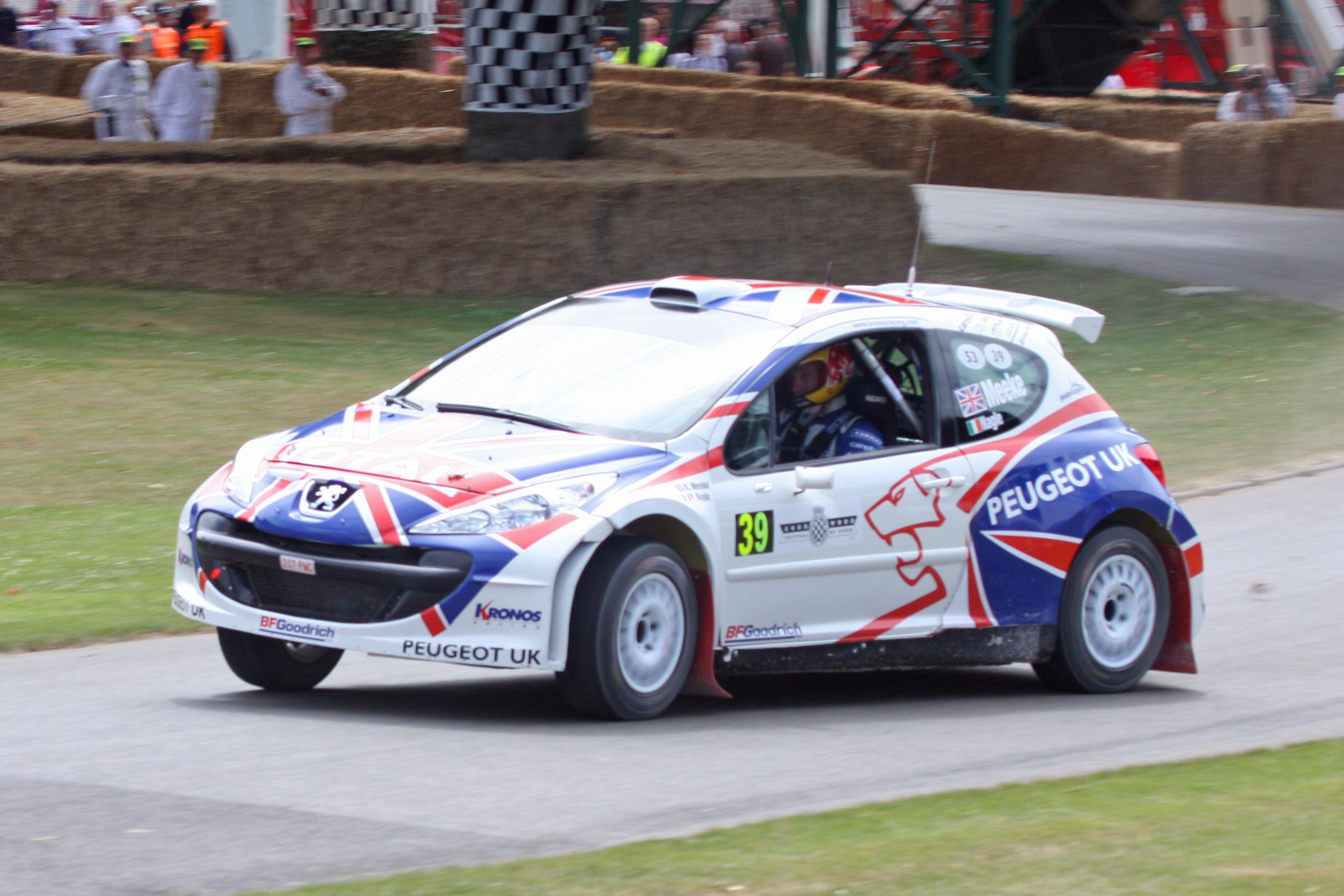
207 S2000

V nižší kategorii byly typy 106 MAXI nahrazeny typem 206 v provedení Kit Car a typem 206 ve specifikaci S1600. Oba tyto vozy získaly řadu úspěchů. Tovární tým zaměřil svou pozornost na nový šampionát IRC, kde startují vozy specifikace S2000. Pro tuto kategorii byl upraven vůz Peugeot 207 S2000. Automobil vybojoval několik titulů mezi značkami a také mezi jezdci. Do sezony 2008 se jednalo o nejúspěšnější vůz v této kategorii.

## Další soutěže
V devadesátých letech tým startoval v šampionátech cestovních vozů s typem Peugeot 406. Ještě v roce 2001 se objevil nový typ 406 Coupé, ale nedokázal zvítězit v šampionátu.

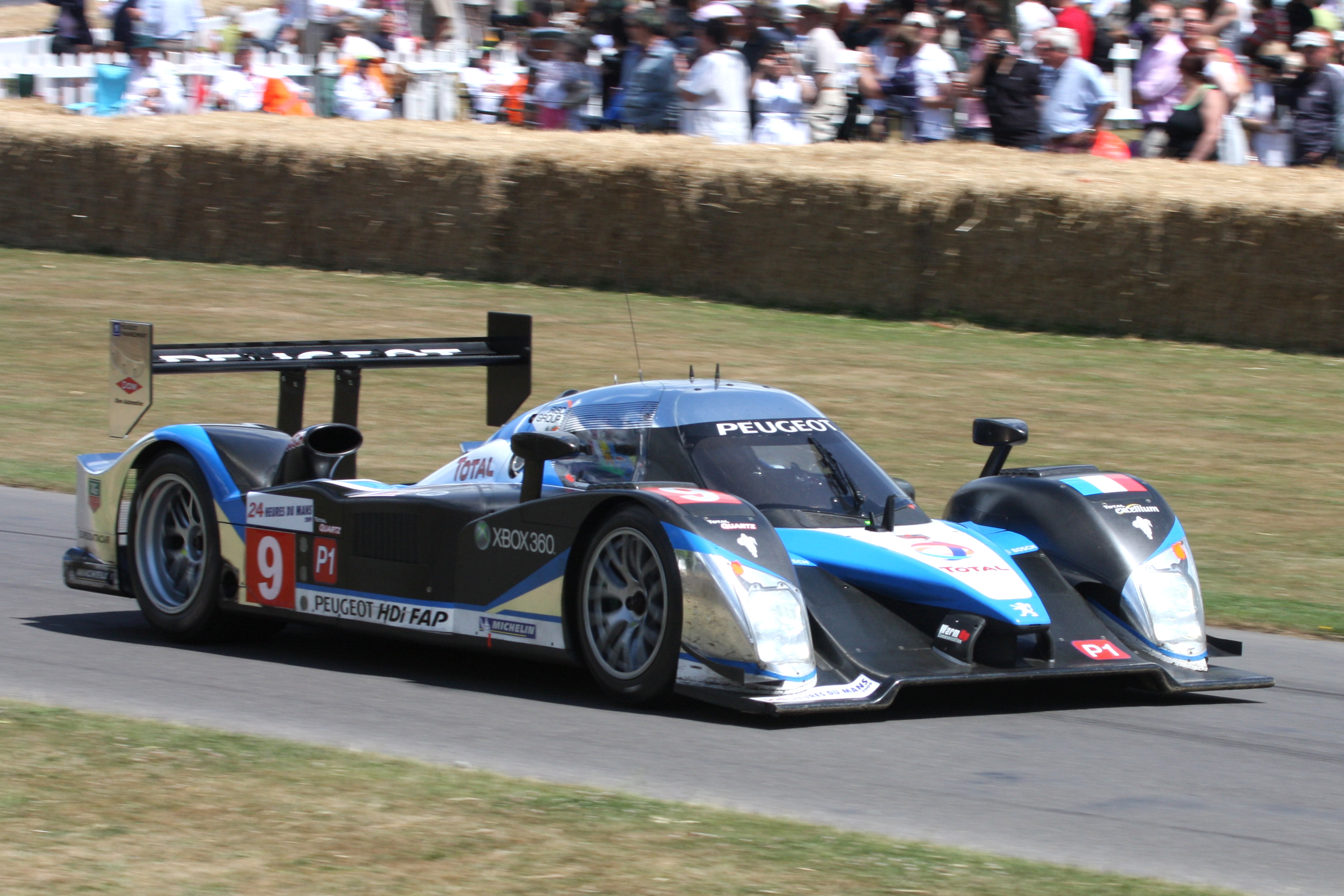
Peugeot 908

V závodech sportovních aut se automobilka pravidelně účastnila s typy 905 a 908.
V letech 1994 až 2000 tým dodával motory pro různé stáje Formule 1

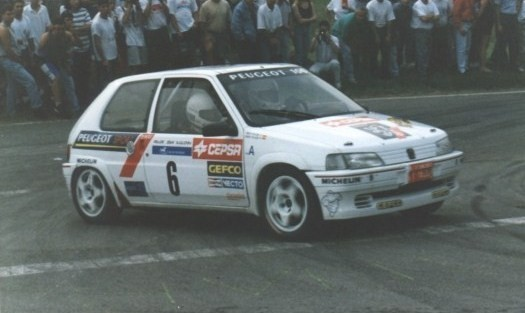
Peugeot 106 Rallye
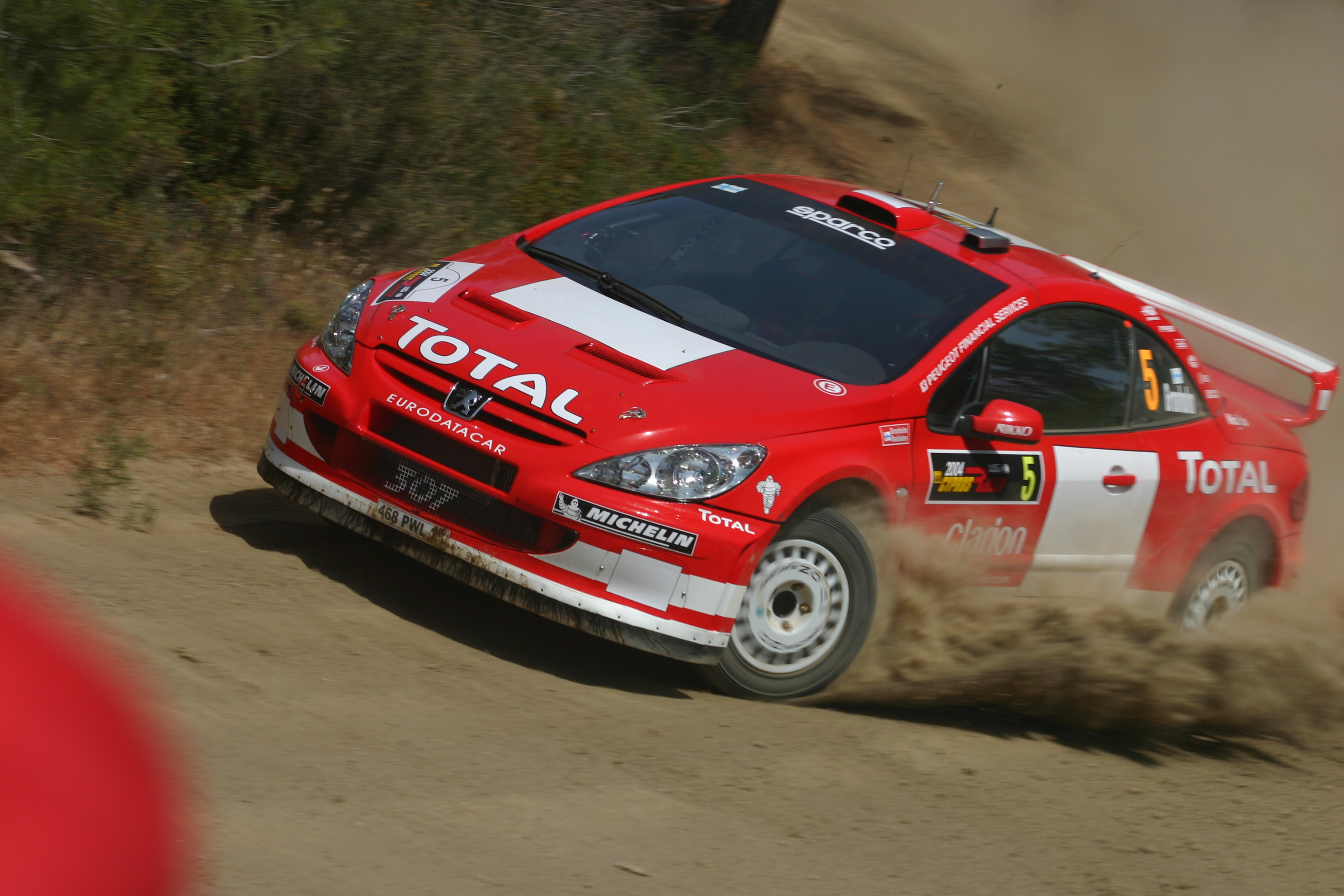
Peugeot 307 WRC